# 井上亚树子
井上 亞樹子（日语：／ Inoue Akiko，9月19日—），別名鐘弘 亞樹（日语：／ Kanehiro Aki），日本女編劇、小說家。出身於東京都。而其祖父伊上勝（本名井上正喜）以及父親井上敏樹同樣亦從事編劇。代表作品No.1戰隊豪獸者。